# Team Jamis
El Team Jamis, conegut anteriorment com a Colavita, (codi UCI: JAM) va ser un equip ciclista professional dels Estats Units de categoria Continental. Va desaparèixer a finals del 2016.

## Principals victòries
- Joe Martin Stage Race: Luis Romero (2010), Ian Crane (2014)
- Tour d'Elk Grove: Luis Romero (2011)

### Grans Voltes
- Tour de França
  - 0 participacions

- Giro d'Itàlia
  - 0 participacions

- Volta a Espanya
  - 0 participacions

## Composició de l'equip

### 2016
|
| Llista de l'equip 2016                  | Llista de l'equip 2016 | Llista de l'equip 2016        | Llista de l'equip 2016 |
| Ciclista                                | Data de naixement      | Equip previ                   |                        |
| --------------------------------------- | ---------------------- | ----------------------------- | ---------------------- |
| Janier Acevedo Calle                    | 6 de desembre de 1985  | Cannondale-Garmin (2015)      |                        |
| Luis Amarán                             | 7 de abril de 1979     |                               |                        |
| Stephen Bassett                         | 27 de març de 1995     |                               |                        |
| Rubén Companioni Blanco                 | 18 de maig de 1990     |                               |                        |
| Lucas Sebastián Haedo                   | 18 de abril de 1983    | Skydive Dubai (2014)          |                        |
| Stephen Leece                           | 4 de novembre de 1991  |                               |                        |
| Eric Marcotte                           | 8 de febrer de 1980    | SmartStop (2015)              |                        |
| Carson Miller                           | 9 de gener de 1989     |                               |                        |
| Kyle Murphy                             | 5 de octubre de 1991   | Caja Rural-Seguros RGA (2015) |                        |
| Brayan Sánchez                          | 3 de juny de 1994      | Orgullo Antioqueño (2015)     |                        |
| Jacob King (1 de maig–31 de des)        | 3 de juny de 1995      |                               |                        |
|                                         |                        |                               |                        |
| Fonts: ProCyclingStats Cycling Archives |                        |                               |                        |

## Classificacions UCI

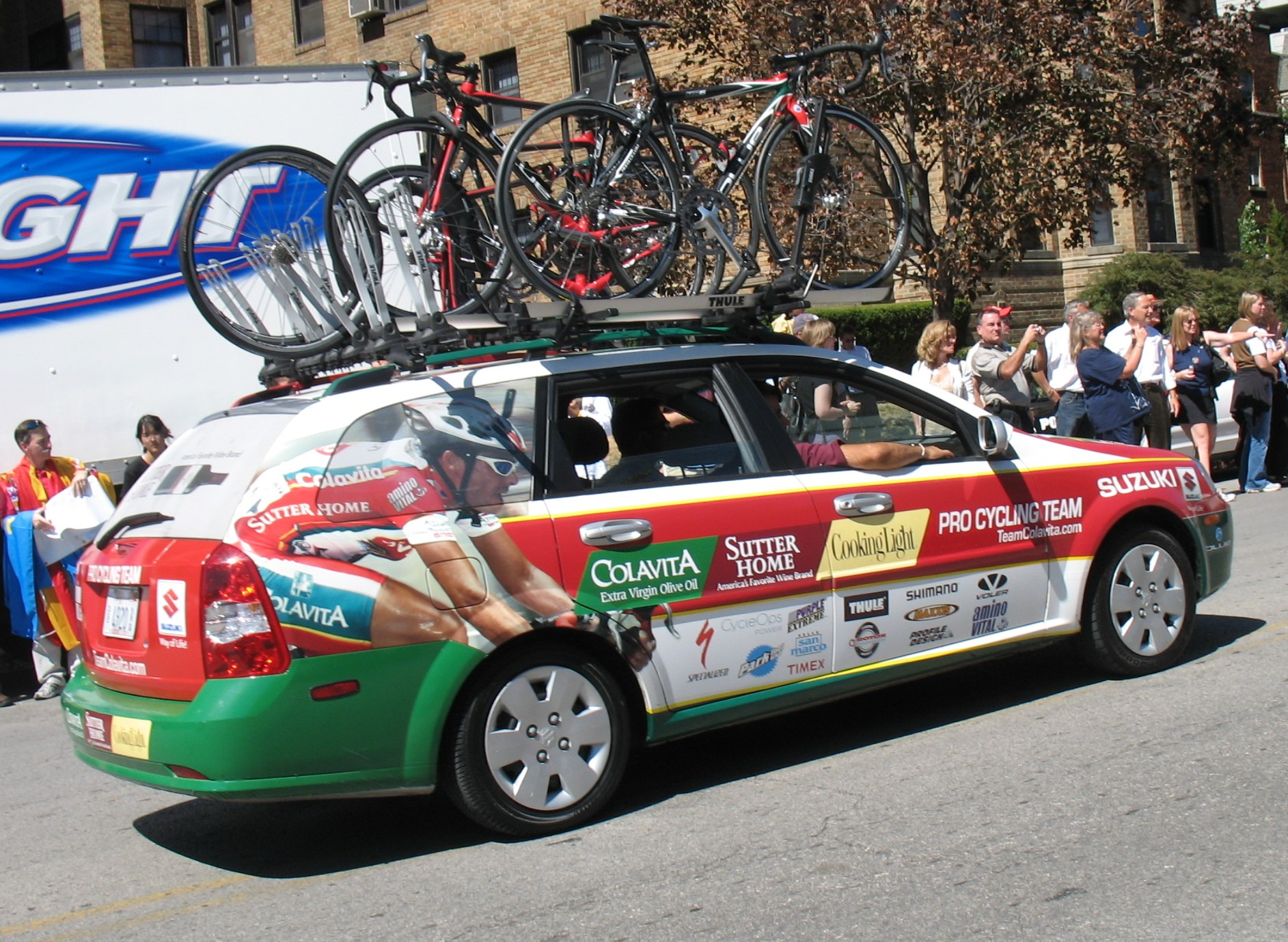
El cotxe de l'equip al 2007

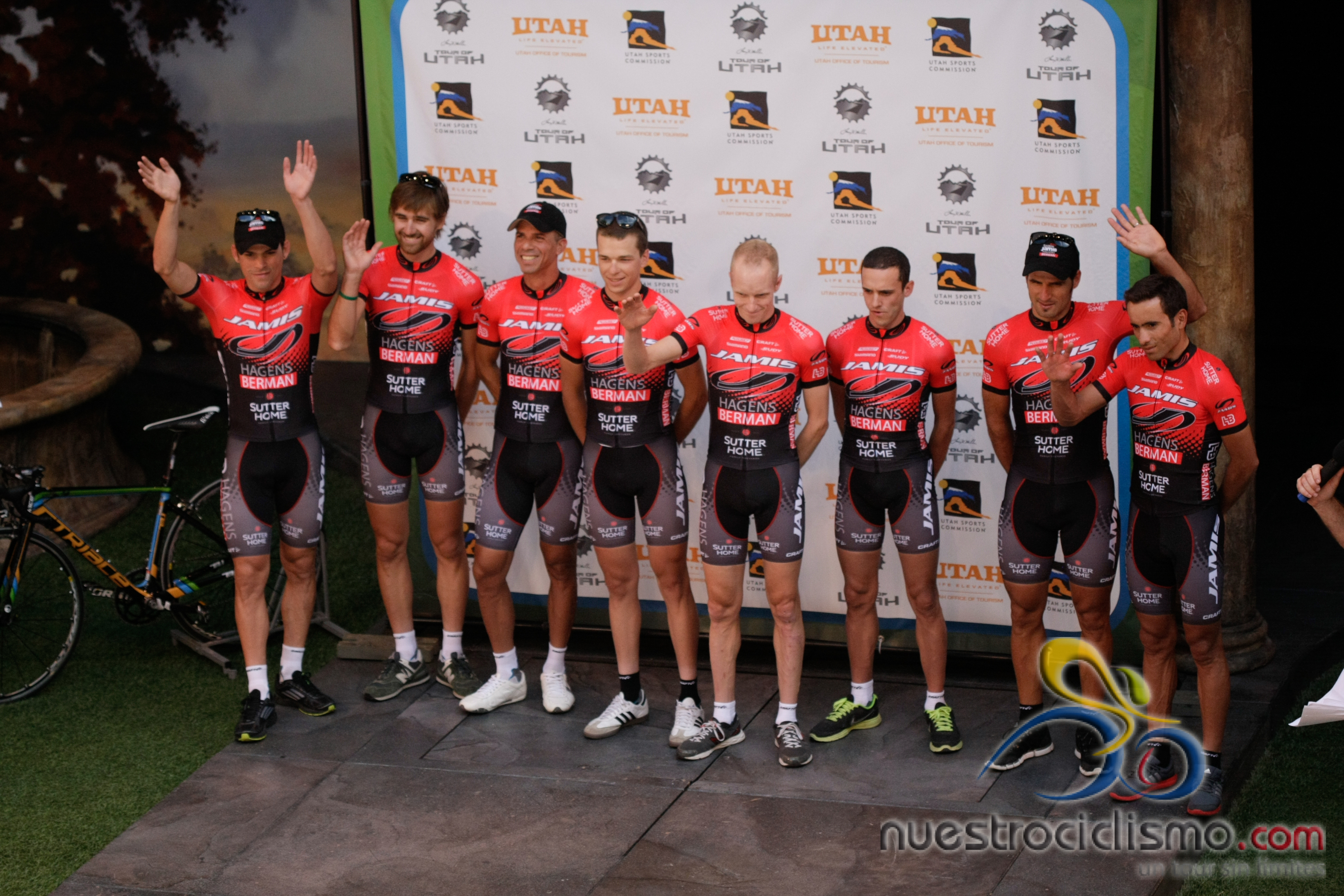
L'equip al 2013

Fins al 1998 els equips ciclistes es trobaven classificats dins l'UCI en una única categoria. El 1999 la classificació UCI per equips es dividí entre GSI, GSII i GSIII. D'acord amb aquesta classificació els Grups Esportius I són la primera categoria dels equips ciclistes professionals. La següent classificació estableix la posició de l'equip en finalitzar la temporada.
| Temporada | Classificació per equips | Millor ciclista en la classificació individual |
| --------- | ------------------------ | ---------------------------------------------- |
| 2004      | 29è (GSIII)              | Nathan O'Neill (416è)                          |

L'equip participa en les proves dels circuits continentals i principalment en les curses del calendari de l'UCI Amèrica Tour. Aquesta taula presenta les classificacions de l'equip als circuits, així com el seu millor corredor en la classificació individual.
UCI Amèrica Tour
| Temporada | Classificació per equips | Millor ciclista en la classificació individual |
| --------- | ------------------------ | ---------------------------------------------- |
| 2005      | 10è                      | Mark McCormack (61è)                           |
| 2006      | 15è                      | Mark McCormack (170è)                          |
| 2007      | 17è                      | Charles Dionne (57è)                           |
| 2008      | 18è                      | Lucas Sebastián Haedo (83è)                    |
| 2009      | 9è                       | Lucas Sebastián Haedo (25è)                    |
| 2010      | 11è                      | Alejandro Borrajo (66è)                        |
| 2011      | 9è                       | Luis Romero (42è)                              |
| 2012      | 21è                      | José Antogna (81è)                             |
| 2013      | 4t                       | Janier Acevedo (1r)                            |
| 2014      | 8è                       | Daniel Jaramillo (46è)                         |
| 2015      | 9è                       | Daniel Jaramillo (22è)                         |
| 2016      | 7è                       | Eric Marcotte (24è)                            |

UCI Àsia Tour
| Temporada | Classificació per equips | Millor ciclista en la classificació individual |
| --------- | ------------------------ | ---------------------------------------------- |
| 2007      | 45è                      | Jonathan Clarke (245è)                         |

UCI Europa Tour
| Temporada | Classificació per equips | Millor ciclista en la classificació individual |
| --------- | ------------------------ | ---------------------------------------------- |
| 2006      | 118è                     | Viktor Rapinski (1162è)                        |
| 2007      | 132è                     | David McCann (1187è)                           |

UCI Oceania Tour
| Temporada | Classificació per equips | Millor ciclista en la classificació individual |
| --------- | ------------------------ | ---------------------------------------------- |
| 2007      | 19è                      | Jonathan Clarke (51è)                          |